# 布利茲涅茨火山
布利茲涅茨火山是俄羅斯的火山，位於凱別涅伊火山西南的堪察加半島中部，屬於中部山脈的一部分，海拔高度為1,2445米，最近一次火山噴發在全新世發生。